# Łucznictwo na Letnich Igrzyskach Olimpijskich 1920
Łucznictwo na Letnich Igrzyskach Olimpijskich 1920 w Antwerpii rozgrywane było w dniach 3–5 sierpnia 1920 r. Zawody odbyły się w Parku Nachtegalen. Rozegrano rekordową liczbę dziesięciu konkurencji. Startowali w nich wyłącznie mężczyźni. Każdy z uczestników zdobył przynajmniej jeden medal. Najwięcej – 6 (w tym 4 złote) wywalczył Hubert Van Innis, który zdobywał medale także na Igrzyskach w Paryżu, 20 lat wcześniej.

## Medaliści
| Konkurencja                          | Złoto | Srebro | Brąz |
| Cel stały, duży ptak - indywidualnie | Belgia · Edmond Cloetens | Belgia · Louis Van De Perck | Belgia · Firmin Flamand |
| Cel stały, duży ptak - drużynowo     | Belgia · Edmond Cloetens · Louis Van De Perck · Firmin Flamand · Edmond Van Moer · Joseph Hermans · Auguste Van De Verre                                     | Nie przyznano | Nie przyznano |
| Cel stały, mały ptak - indywidualnie | Belgia · Edmond Van Moer | Belgia · Louis Van De Perck | Belgia · Joseph Hermans |
| Cel stały, mały ptak - drużynowo     | Belgia · Edmond Cloetens · Louis Van De Perck · Firmin Flamand · Edmond Van Moer · Joseph Hermans · Auguste Van De Verre                                     | Nie przyznano | Nie przyznano |
| Cel ruchomy, 50 m - indywidualnie    | Francja · Julien Brulé | Belgia · Hubert Van Innis | Nie przyznano |
| Cel ruchomy, 50 m - drużynowo        | Belgia · Alphonse Allaert · Hubert Van Innis · Edmond De Knibber · Louis Delcon · Jérôme De Mayer · Pierre Van Thielt · Louis Fierens · Louis Van Beeck      | Francja · Julien Brulé · Léonce Quentin · Pascal Fauvel · Eugène Grisot · Eugène Richez · Artur Mabellon · Léon Epin · Paul Leroy                       | Nie przyznano |
| Cel ruchomy, 33 m - indywidualnie    | Belgia · Hubert Van Innis | Francja · Julien Brulé | Nie przyznano |
| Cel ruchomy, 33 m - drużynowo        | Belgia · Alphonse Allaert · Hubert Van Innis · Edmond De Knibber · Louis Delcon · Jérôme De Mayer · Pierre Van Thielt · Louis Fierens · Louis Van Beeck      | Francja · Julien Brulé · Léonce Quentin · Pascal Fauvel · Eugène Grisot · Eugène Richez · Artur Mabellon · Léon Epin · Paul Leroy                       | Nie przyznano |
| Cel ruchomy, 28 m - indywidualnie    | Belgia · Hubert Van Innis | Francja · Léonce Quentin | Nie przyznano |
| Cel ruchomy, 28 m - drużynowo        | Holandia · Janus Theeuwes · Driekske van Bussel · Joep Packbiers · Janus van Merrienboer · Jo van Gastel · Theo Willems · Piet de Brouwer · Tiest van Gestel | Belgia · Hubert Van Innis · Alphonse Allaert · Edmond De Knibber · Louis Delcon · Jérôme De Mayer · Pierre Van Thielt · Louis Fierens · Louis Van Beeck | Francja · Julien Brulé · Léonce Quentin · Pascal Fauvel · Eugène Grisot · Eugène Richez · Artur Mabellon · Léon Epin · Paul Leroy |

## Kraje uczestniczące
W zawodach wzięło udział 30 łuczników z 3 krajów:
| - Belgia (14) - Francja (8) - Holandia (8) |

## Tabela medalowa
| Poz.   | Państwo  | złoto | srebro | brąz | Razem |
| ------ | -------- | ----- | ------ | ---- | ----- |
| 1.     | Belgia   | 8     | 4      | 2    | 14    |
| 2.     | Francja  | 1     | 4      | 1    | 6     |
| 3.     | Holandia | 1     | 0      | 0    | 1     |
| Ogółem | Ogółem   | 10    | 8      | 3    | 21    |